# Grande organo continuo

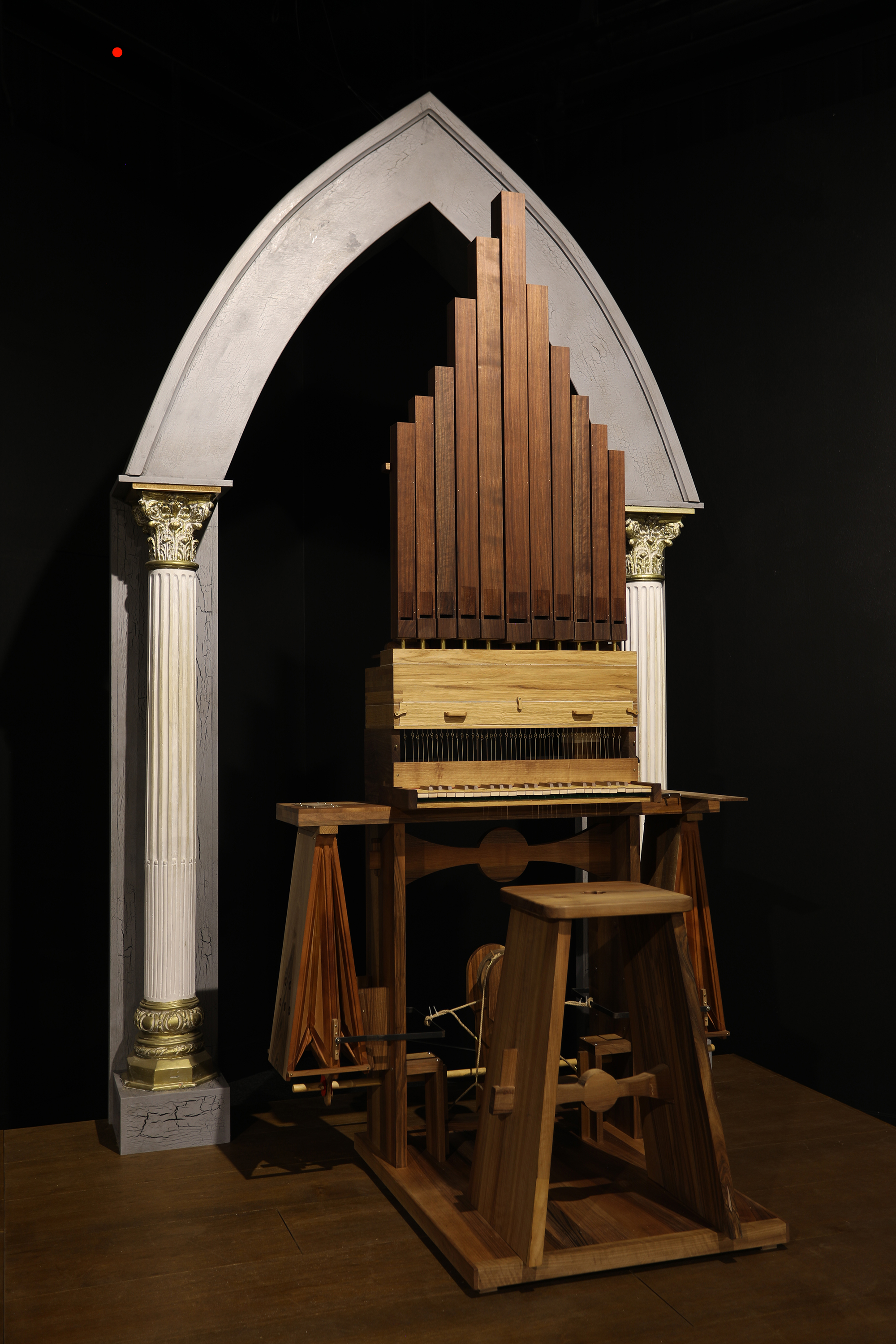
Il Grande Organo continuo di Leonardo ricostruito ed esposto presso il Mondo di Leonardo di Milano

Il grande organo continuo è un innovativo strumento musicale progettato da Leonardo da Vinci. Lo strumento è stato ricostruito per la prima volta nel 2019 ed è esposto presso il Leonardo3 Museum - Il Mondo di Leonardo di Milano che custodisce la più ampia collezione al mondo di ricostruzioni di strumenti musicali del Genio fiorentino. La ricostruzione si basa su quando disegnato sul foglio 76r del Codice Madrid II conservato alla Biblioteca Nazionale di Madrid. L’idea di Leonardo è quella di costruire un mantice in grado di produrre non solo un flusso d’aria, ma di farlo in modo continuo (da qui il nome dato allo strumento), senza interruzioni. Il mantice era operato grazie a una pedaliera che muoveva lo stesso suonatore, risolvendo così il problema della necessità di una seconda persona (il tiramantice) che operasse il mantice. Il flusso d'aria continuo è garantito dalla presenza di un secondo mantice che si ricarica mentre il primo soffia. Lo strumento è caratterizzato da canne in legno è il suono è un misto tra quello delle canne di un organo tradizionale e di un flauto. Alla presentazione negli Stati Uniti, presso la Ronald Reagan Library, in California, lo strumento è stato suonato da Fred Mandel, musicista che ha collaborato anche con i Queen.